# Трусевич, Борис Ипполитович
Борис Ипполитович Трусевич (5 августа 1892, Витебск — 14 ноября 1961) — советский терапевт, действительный член АН Белорусской ССР (1956, член-корреспондент с 1953 г.). Доктор медицинских наук (1943), профессор (1934). Заслуженный деятель науки Белорусской ССР (1946).

## Биография
Обучался в гимназии в Мозыре. В 1910 году окончил гимназию в Киеве. Окончил медицинский факультет Киевского университета (1916). Участник 1-й мировой войны, военный врач (1916—1918). В 1918—1928 гг. работал в лечебных учреждениях в Киеве и Ростове-на-Дону, параллельно занимался научными исследованиями. 3 1928 г. в Минске, ассистент, потом доцент медицинского факультета БГУ (с 1930 г. Белорусский медицинский институт), с 1934 г. заведующий 2-й терапевтической клиники, одновременно заведующий кафедрой инфекционных болезней Минского мединститута. В годы Великой Отечественной войны в эвакуации — в 1941—1943 гг. заведующий кафедры терапевтической Самаркандского, потом Сталинабадского мединститутов. С 1944 года снова в Минске, заведующий кафедрой факультативной терапии Минского мединститута, одновременно профессор и заведующий кафедрой терапии Белорусского института усовершенствования врачей. В 1952—1954 гг. главный терапевт Министерства здравоохранения БССР. Депутат Верховного Совета БССР (1955—1959).

## Научная работа
Автор 60 научных работ (в том числе 8 монографий) в области клинических и экспериментальных исследований внутренней патологии и инфекционных заболеваний.
Разработал методику пальпации малой кривизны желудка, поджелудочной железы, новую модификацию пальпации почек, предложил непрерывную перкуссию грудной клетки, методику выявления диастолического шума при недостаточности клапанов аорты в так называемой шестой точке, выявления шума трения плевры и перикарда.
Среди опубликованных работ Б. И. Трусевича:
- Материалы к проблеме острой сосудистой недостаточности. — Мн. 1950;
- Примерный план обследования больного в терапевтической клинике. 4 изд. — Мн., 1961.

## Награды
- 3 ордена Трудового Красного Знамени,
- медаль «За доблестный труд в Великой Отечественной войне 1941—1945 гг.»,
- медаль «За победу над Германией в Великой Отечественной войне 1941—1945 гг.»
- Почетная грамота Верховного Совета Беларуси